# (4405) Otava
(4405) Otava (1987 QD1) – planetoida z pasa głównego asteroid okrążająca Słońce w ciągu 5,74 lat w średniej odległości 3,21 j.a. Odkryta 21 sierpnia 1987 roku.